# 富豪富豪夢路
富豪富豪夢路（ふごふご ゆめじ、1969年6月21日 - ）は、日本のプロレスラー、デザイナー、タレント、俳優、ボビナムマスター。本名: 藤崎 忠博（ふじさき ただひろ）
デザイナーとしてはプロレスリングZERO-ONE、ロッテモーフィングソルジャーガム、ビックリマンチョコ2000、アケボノステーキのロゴマーク、日本相撲協会公認による朝青龍、白鵬、琴欧州、日馬富士のグッズを手掛けた。
フジオ・プロダクションで、赤塚不二夫のアシスタントを務めた漫画家の竹中健治は叔父にあたる。

## 経歴
- アニマル浜口トレーニングジムでトレーニングを積む。
- 1992年、九州産業大学芸術学部デザイン学科卒、株式会社デザインメイト入社。大学ではプロレス研究会に所属、松村邦洋は一つ上の先輩。
- 1994年、レッスル夢ファクトリーに入門。
- 1996年9月15日、レッスル夢ファクトリー博多スターレーン大会で藤崎忠博としてデビュー。
- 2001年10月、レッスル夢が解散。
- 3月2日、プロレスリングZERO-ONE両国国技館大会の旗揚げ戦「新世紀創造」に参戦。
- 同年、橋本真也の命令でリングネームを富豪富豪夢路に改名。
- 2011年8月、新潟プロレスの顧問に就任。
- 2013年3月11日、日本列島プロレス連盟を発足して代表理事に就任[2]。

## 得意技
- ダイビングヘッドバット
- どろろスープレックス
- バックドロップ
- 冠板
- ランニングヘッドバット
- 生一丁
  - 一本足頭突きと同型。

## タイトル歴
- 博多どんたく海の王様
- キャプチャー・インターナショナル王座
- ネパール無差別級王座
- 世界地下王座
- GJPタッグ王座
- 九州無差別級王座
- 九州タッグ王座
- アンビリーバブル・タッグトーナメントNEO STORY優勝
- 地下プロレス大賞（最優秀試合賞）

WUW
- WUW世界タッグ選手権:1回（w / リッキー・フジ）

## マスターフゴ
一般社団法人「日本ボビナム協会」で日本におけるベトナム武道「ボビナム」の普及を務めている。マスターの称号は指導者資格を持つ者のみに世界ボビナム協会から与えられている。
- 2011年、ベトナムで日本人初のボビナムマスターのライセンスを獲得。
- 2012年、第3回「アジアボビナム選手権」に出場。
- 2013年、第3回「世界ボビナム選手権ニャンモンクェンの部」に出場してアフリカ協会特別賞を受賞[4]。
- 2014年、第1回「東アジアボビナム選手権」に審査員として参加。
- 2016年、アジアオリンピック評議会主催第5回「アジアビーチゲームズ」にJOC派遣ボビナム日本代表監督として参加[5]。
- 2018年、第4回「アジアボビナム選手権」に出場してダイダオファップで銅メダルを獲得。
- 2019年、第1回「ベトナム大使館杯国際エジプトボビナム選手権」に出場してダイダオファップで金メダルを獲得。

## メディア出演

### テレビ
- FULLスポーツコレクション（日本テレビ）
- ぶらり途中下車の旅（日本テレビ）
- 天下とったバカ 織田信長（TBS）
- タモリのジャングルTV（TBS）
- ワニのこだわり アイドル刑事（TBS） - 豪傑役
- ワニのこだわり アイドル刑事DX（TBS） - 豪傑役
- daibaba（CX）
- 森田一義アワー 笑っていいとも!（CX）
- 千年王国三銃士ヴァニーナイツ（テレビ朝日）
- あなたに逢いたいSP（テレビ朝日）
- トゥナイト2（テレビ朝日）
- ポケモンの家あつまる?（TXN）
- ドゲンジャーズ〜ナイスバディ〜（九州朝日放送他）

### 映画
- 紀雄の部屋（ジャンピング・ニー）（2004年） - 本人役
- ボン・ボヤージュ!（天華堂）（2005年） - 鷺宮太郎役
- 力道山（CJ Entertainment）（2006年）
- どろろ（どろろ製作委員会）（2007年）
- 平成トンパチ野郎〜男はツラだよ〜（マジカル / グラッソ）（2009年）
- 平成トンパチ野郎2（マジカル / グラッソ）（2010年）
- ハルミヤコ&ビッグフット対デスキャピトロン（ミュージックシネマズジャパン）（2010年）

### ラジオ
- プロレスTARO（FM-TARO）

### 舞台
- 極楽トンボコント
- 吉本興業若手ライブ
- 2.5次元プロレス『夢幻大戦』（2017年11月27日）（新宿FACE） - 坂田鋼鉄郎役

### PV
- 東方神起「B.U.T」
- AKB48「DIVAエリアK」
- PRIMAL「武闘宣言」[6]

### VP
- 夢を持って生きよう（小中学校教材ビデオ）

### 漫画
- BUMPMAN富豪富豪夢路伝
- 新☆四角いジャングル

## 著書
- ベトナム総合武術 ボビナムの教科書「基本から世界へ」編（天華堂）ISBN 9784990895617
- ベトナム総合武術 新・ボビナムの教科書「開け!次代の扉」編（天華堂）ISBN 9784990895631
- ベトナム総合武術 ボビナムの教科書Ⅲ「秘技足技」編（天華堂）ISBN 9784990895648